# Velletri
Velletri (in de Romeinse oudheid Velitrae) is een stad in Italië, gelegen in de Provincia di Roma, 40 km ten zuidoosten van de hoofdstad Rome. De stad bevindt zich op een gemiddelde hoogte van 333m, zuidoostelijk gelegen van de Colli Albani. De gemeente Velletri heeft een oppervlakte van 113,21 km² met een totaal inwoneraantal van 48.000. In de stad en omgeving worden voornamelijk druiven, groenten, fruit, olijven, granen en bloemen verbouwd.

## Geschiedenis
Velletri is vermoedelijk gesticht door de Volsci, waarna de stad rond 338 v.Chr. een Romeinse stad werd. In de Romeinse periode was Velletri een rijke stad. Volgens Suetonius woonde de gens Octavia - het voorgeslacht van keizer Augustus hier eeuwenlang. Een voorvader van Augustus zou door de Romeinse koning Tarquinius Priscus in de Romeinse Senaat zijn benoemd.
Uiteindelijk werd Velletri door de Visigoten verwoest in de 5e eeuw. Vervolgens werd de stad veroverd door de Byzantijnen en uiteindelijk kreeg de Kerkelijke Staat de macht in de 13e eeuw.
In 1848 was er in de buurt een veldslag tussen de troepen van de Romeinse Republiek onder leiding van Garibaldi en de Bourbonse troepen van Ferdinand II der Beide Siciliën onder generaal Lanza, die verpletterend werden verslagen. In de Tweede Wereldoorlog lag de stad na de geallieerde landing bij Anzio (22 januari 1944) in de frontlinie, zodat zij grote schade opliep.

## Belangrijke gebouwen

### Porta Napoletana
De Porta Napoletana (Napelse Poort), dus gelegen in het zuiden van de stad, werd rond 1511 gebouwd door Lombardische metselaars op dezelfde lijn waar de verdedigingsmuur werd gebouwd. Rond 1700 werd de Porta Napoletana grondig gerenoveerd, hetgeen heeft geleid tot de huidige structuur. De twee halfronde torens naast de ingang werden versterkt door de toevoeging van extra metselwerk. In 1596 heeft de toenmalige regering boven de poort de volgende tekst geplaatst "Si paga Gabella" ("Hier Gabella (belasting) betalen"). Zo blijkt dat in het gebouw naast de politie en ziekenboeg ook de douane gevestigd was.

### Torre del Trivio
Naast de kerk "S. Maria in Trivio" vindt men een kerktoren (Toren op de Driesprong) in gotische stijl, die in 1353 afgebouwd was. De toren is zo'n 50 meter hoog en 5 meter breed.

### Palazzo Vecchio
Jarenlang zetelde de provinciale en rechterlijke macht hier. Daarna diende het Oude Paleis enkele jaren voor de lokale Openbare Aanklagers waardoor het de naam Justitieel Gebouw kreeg. In 1822 is men begonnen met de bouw. Hoewel het gebouw flink wat schade heeft opgelopen tijdens de laatste Wereldoorlog, heeft men het min of meer tot de oude staat gerestaureerd.

### Palazzo Comunale
Het besluit om het Palazzo Comunale te bouwen werd uitgevaardigd door de Hogere Raad op 12 oktober 1572. Op 26 januari 1575 werd de eerste steen gelegd waardoor men begon met de bouw van het Nuovo palazzo di Residenza per i signori Priori (Nieuw Residentieel Gebouw voor de Hoogwaardigheidsbekleders). Door de wisseling van een hoop architecten heeft men het gebouw pas in 1720 kunnen afmaken. Na anderhalve eeuw werd het voltooid onder leiding van architect Filippo Barigioni die het oorspronkelijk ontwerp aanhield. In de laatste Wereldoorlog werd het gebouw geheel verwoest maar later weer nagebouwd. Tegenwoordig zetelt het Meteorologisch Observatorium er.

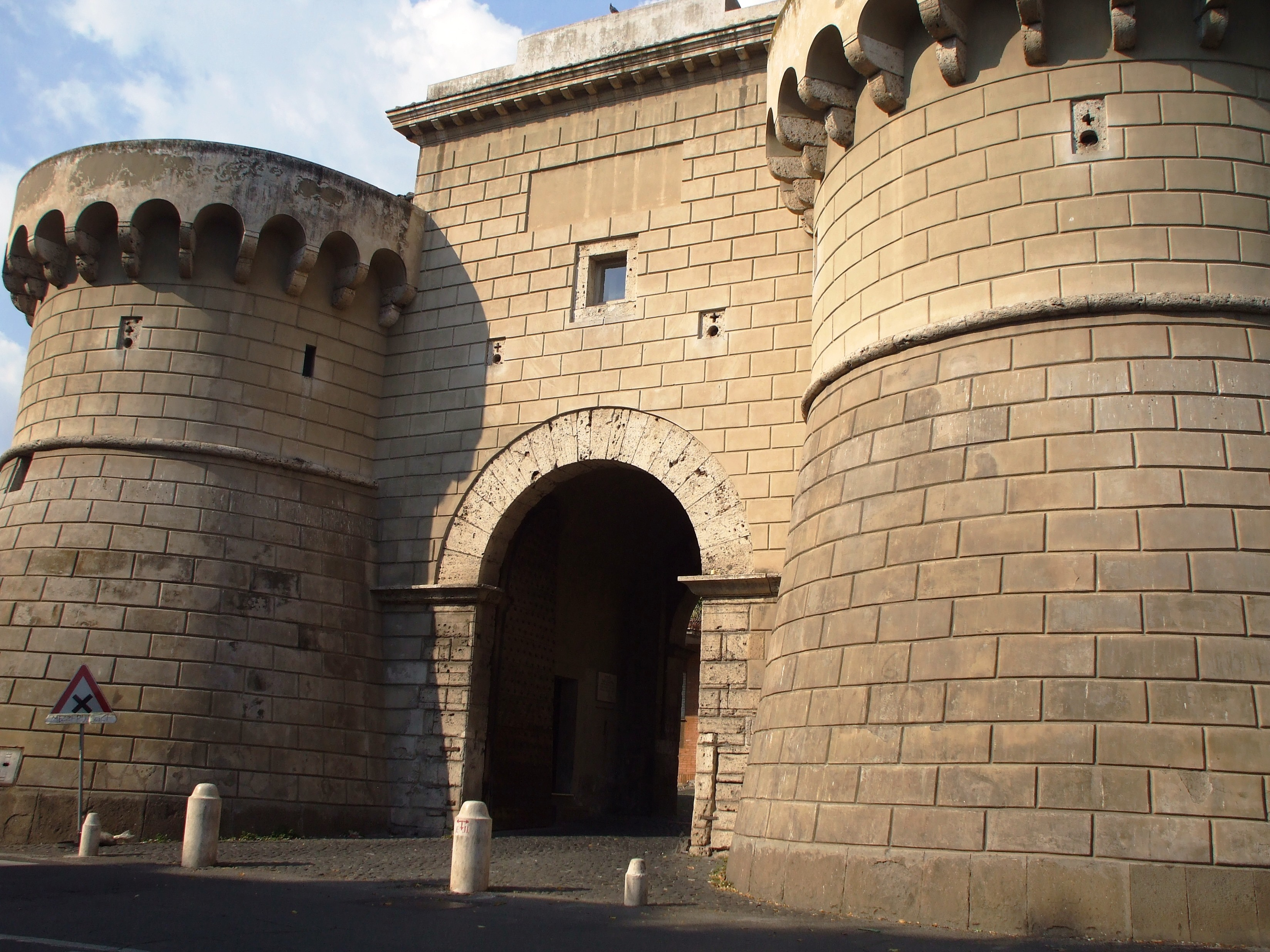
Porta Napoletana
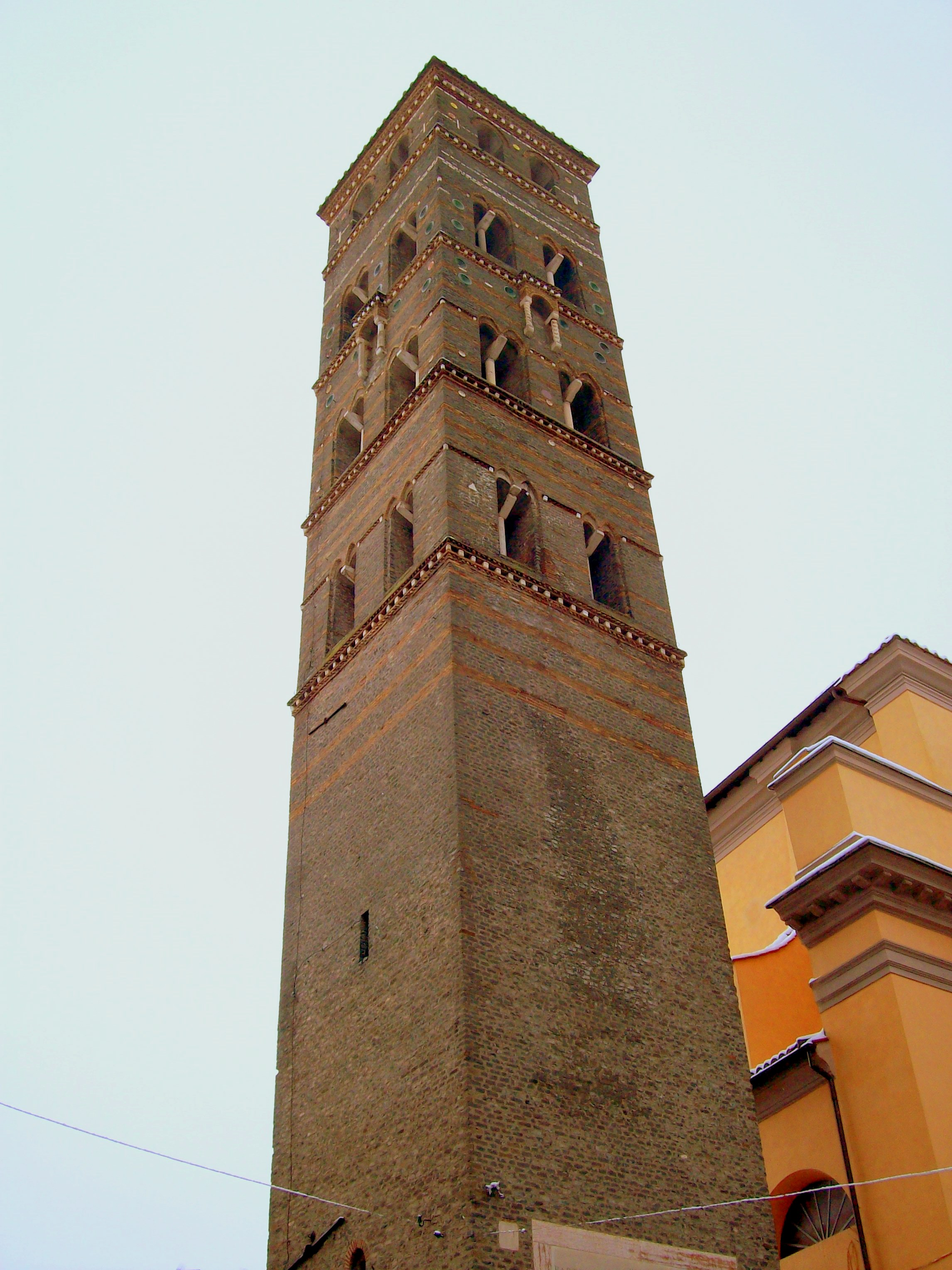
Torre del Trivio
Palazzo Comunale

## Geboren
- Juana Romani (1867 - 1923/1924), kunstschilderes
- Marco Ferrante (1971), voetballer
- Marta Bastianelli (1987), wielrenster
- Alessio Cerci (1987), voetballer